# Edmund Aigner

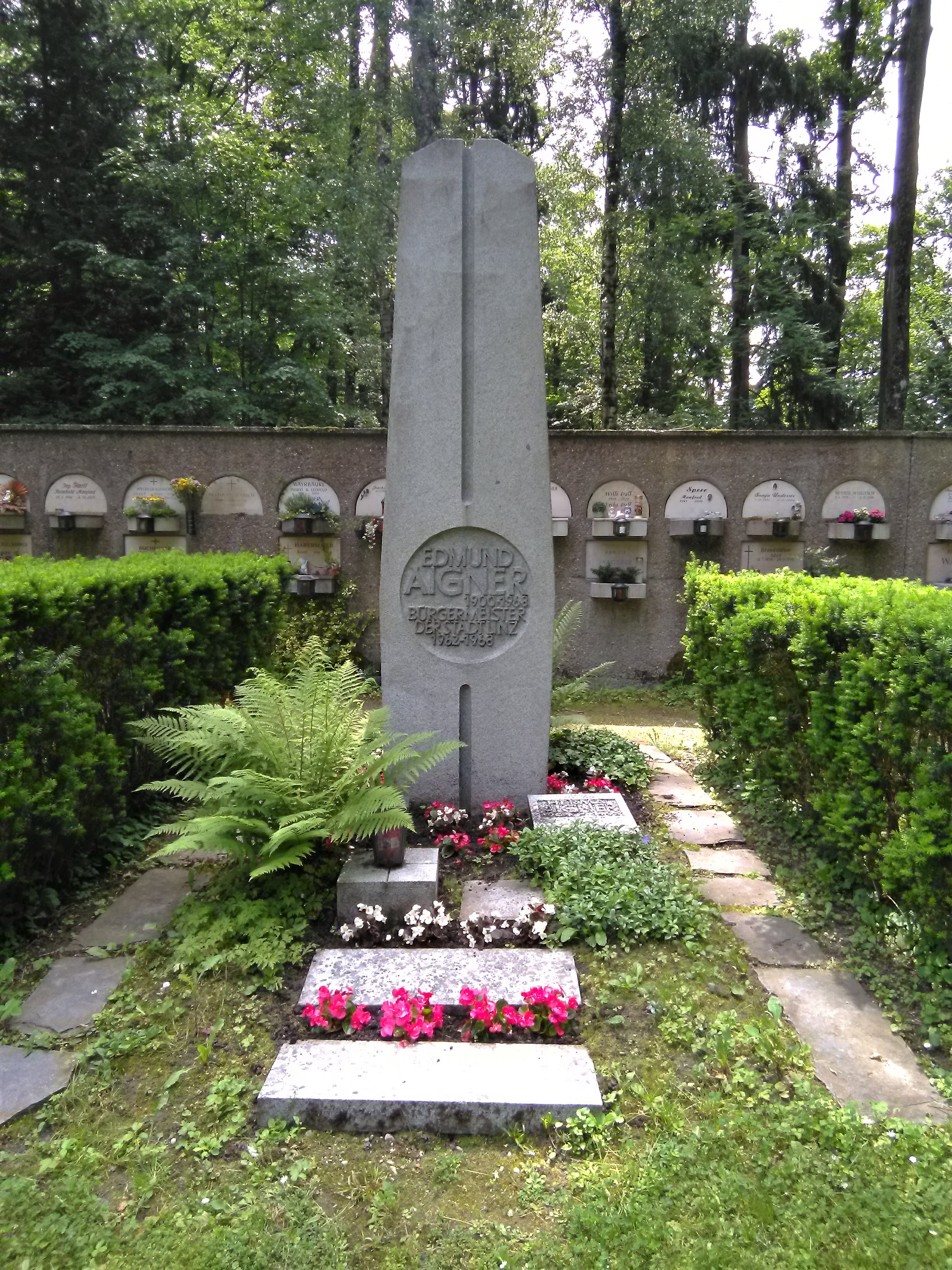
Urnenhain Urfahr, Grabstätte von Edmund Aigner

Edmund Aigner (* 29. März 1900 in Gaspoltshofen; † 3. Mai 1968 in Linz) war ein österreichischer Politiker (SPÖ), Gewerkschafter und Linzer Bürgermeister von 1962 bis 1968.

## Leben
Edmund Aigner kam aus einer Lehrerfamilie und wollte ebenfalls Lehrer werden, was jedoch in der Zeit nach dem Ersten Weltkrieg scheiterte. Schließlich trat er als Postaspirant in den Postdienst ein, wo er über die Postgewerkschaft, deren Landessekretär er viele Jahre lang sein sollte, zur SPÖ kam. Bei der Post erreichte er die Amtsbezeichnung Oberinspektor.
Von 1927 bis 1934 war Aigner als Gemeinderat tätig, von 1932 bis 1934 war er zusätzlich auch im Oberösterreichischen Landtag vertreten. Nach dem Bürgerkrieg 1934 war er kurze Zeit Landesleiter der nunmehr illegalen Sozialdemokratischen Partei und war politischen Verfolgungen während des Austrofaschismus ausgesetzt. 1934 bis 1945 war er wiederholt in Polizeihaft.
Im Zweiten Weltkrieg geriet er in sowjetische Kriegsgefangenschaft, aus der er 1945 abgemagert und gesundheitlich angeschlagen zurückkehrte. Bei den Nationalratswahlen im selben Jahr wurde Aigner in den Nationalrat gewählt. Dieses Amt behielt er bis 1962.
Von 1957 bis 1967 war Edmund Aigner Landesparteivorsitzender der oberösterreichischen SPÖ.
1962 wurde er nach dem Rücktritt von Ernst Koref dessen Nachfolger als Bürgermeister von Linz. Dieses Amt behielt er bis zu seinem Tod bei.
Aigner starb – völlig unerwartet – während seiner Amtszeit am 3. Mai 1968 in Linz, sein Grab befindet sich im Urnenhain Urfahr in Linz.

## Auszeichnungen
- 1955: Großes Silbernes Ehrenzeichen für Verdienste um die Republik Österreich[1]